# کیزیل‌جا (آماسیه)
کیزیل‌جا (به ترکی استانبولی: Kızılca) یک منطقهٔ مسکونی در ترکیه است که در آماسیه واقع شده‌است.